# André Citroën
André-Gustave Citroën (n. 5 februarie 1878, Paris – d. 3 iulie 1935, Paris) a fost un constructor de automobile.

## Biografie
André-Gustave Citroën a fost cel de-al cincilea copil al lui Levie Citroën (evreu olandez din Amsterdam) și al lui Masza Amalia Kleinmann din Varșovia. Tatăl s-a sinucis când André avea șase ani. După ce a terminat școala primară cu note excelente a intrat la École Polytechnique. Apoi a intrat ca ofițer tehnic în armată.
Când un nume devine Marca intră cu siguranță în istorie. Notorietatea este fructul recunoașterii sale, perenitatea fiind reflectarea capacității sale de adaptare. Citroën a intrat în istorie încă din anul 1919. De peste 80 de ani Marca însoțește marile mișcări ale Societății, în cele mai diverse curente ale sale, în evenimentele cele mai cotidiene, în visurile sale cele mai nebunești.
Vizionar în ceea ce privește metodele revoluționare, André Citroën este fără putință de tăgadă una dintre cele mai importante figuri de la începutul secolului douăzeci.
Curajos, intuitiv, înaintea timpului său, dotat cu un simț surprinzător pentru comunicare, acest om ieșit din comun, cu simț de acțiune și de aventură a fost mereu la originea progreselor sociale, economice, tehnologice și culturale ale epocii sale.
La sfârșitul anilor 20, marele patron a construit un remarcabil imperiu industrial și a inventat, pentru a-și vinde mașinile, comerțul modern de automobile, postvânzarea și multe alte servicii.
Fiu al unui negustor de diamante olandez, Lévie Citroën, și al unei poloneze, Macha Kleinan, André Gustave Citroën s-a născut la data de 5 februarie 1878 la Paris. Orfan de tată de la vârsta de șase ani, André Gustave a fost crescut de mama sa care a reluat afacerea de negoț cu diamante și perle fine.
Pe data de 1 octombrie 1885, intră în clasa a 9-a C la liceul Condorcet. La înscriere îi este adăugată o tremă pe litera "e" din nume. La vârsta de zece ani îl descoperă pe Jules Verne al cărui cititor asiduu va deveni din acel moment. Descoperă în opera acestuia marile principii pe care și le va însuși pe tot parcursul vieții: spirit de descoperitor, simț de competiție, om de știință, căutarea permanentă a progresului.
Construirea turnului Eiffel pentru expoziție mondială din anul 1889 este cel de-al doilea mare eveniment care va decide orientarea tânărului adolescent. Va fi inginer. În anul 1898, intră la Politehnică. Are douăzeci de ani. Termină în anul 1900. presimte deja că acest început de secol douăzeci va fi epoca tuturor provocărilor industriale. Și contează chiar pe unele dintre acestea...
La douăzeci și doi de ani, cu ocazia unei călătorii în Polonia, André Citroën descoperă din întâmplare un procedeu de tăiere a angrenajelor în formă de chevron. Imediat își dă seama că acest procedeu, transpus în oțel, are multe posibilități și cumpără brevetul. Este începutul celei mai mari aventuri industriale din timpurile moderne. André Citroën este nerăbdător din fire. În anul 1902, pune tot ceea ce are în joc pentru descoperirea sa din Polonia: chevroanele.
În 1906, automobilele Mors, celebre pentru faptul că au doborât la începutul secolului recordurile de viteză îl numesc director general. André Citroën reorganizează atelierele și definește noile modele. În 10 ani dublează producția anuală a uzinelor Mors.
În anul 1912, se mută la quai de Grenelle 31 de la societatea în comandită simplă de angrenaje Citroën-Hinstin care devine societate pe acțiuni de angrenaje Citroën.
André Citroën devine și Președinte al Camerei sindicale a automobilelor. În același an cu ocazia unei călătorii în Statele Unite, vizitează uzinele Henry Ford și observă cu atenție modul de organizare al atelierelor.
La data de 27 mai 1914, se căsătorește cu Georgina Bingen, fiica unui bancher. Două luni mai târziu începe războiul. André este căpitan în regimentul 2 de artilerie grea din armata a 4-a. Se duce lipsă de obuze. André Citroën propune ministerului de război să fabrice fără întârziere pentru trei sau patru luni câte 5 000 până la 10 000 de obuze Shrapnel pe zi. Instalează o nouă uzină ultra modernă pe 15 hectare în cartierul Javel. Metodele de producție sunt cele stabilite de către Frederick Taylor. La data de 11 noiembrie 1918, uzina Citroën fabricase peste optzeci de milioane de obuze.
Capacitățile sale formidabile de a conduce oamenii și de organizare îl fac să fie chemat deseori de către guvern. În anul 1917, reorganizează revitalizarea uzinelor de război organizând și serviciile poștale militare. În anul 1918 va conduce la distribuirea în douăzecișipatru de ore a tichetelor pentru rațiile de pâine în regiunea pariziană.
Odată cu încheierea războiului uzina din Javel este recondiționată. Aici se va fabrica un automobil model unic și pentru prima oară în Europa, în serie mare pentru a reduce prețul și pentru a-l face accesibil unui număr mai mare de oameni. Uzina este un model de organizare. Este dotată cu echipamente sociale de avangardă.
Totuși în afara uzinelor André Citroën nu deține nimic. Își închiriază apartamentul așa cum își închiria și vila de vacanță "les Abeilles" de la Deauville încă din anul 1923. nu banii îl interesează direct aceștia sunt doar modul de a-și obține scopurile.
La începutul anilor 30, realizase deja majoritatea visurilor marilor cuceritori industriali. Totuși criza economică nu îl scutește de neplăceri. În anul 1934, băncile nu mai împrumută, datoriile sunt dificile, frații Michelin preiau o participație din uzinele Citroën și apoi la cererea băncilor preiau chiar conducerea și administrarea. O nouă provocare, lansarea modelului Traction avant nu-l va salva însă de faliment.

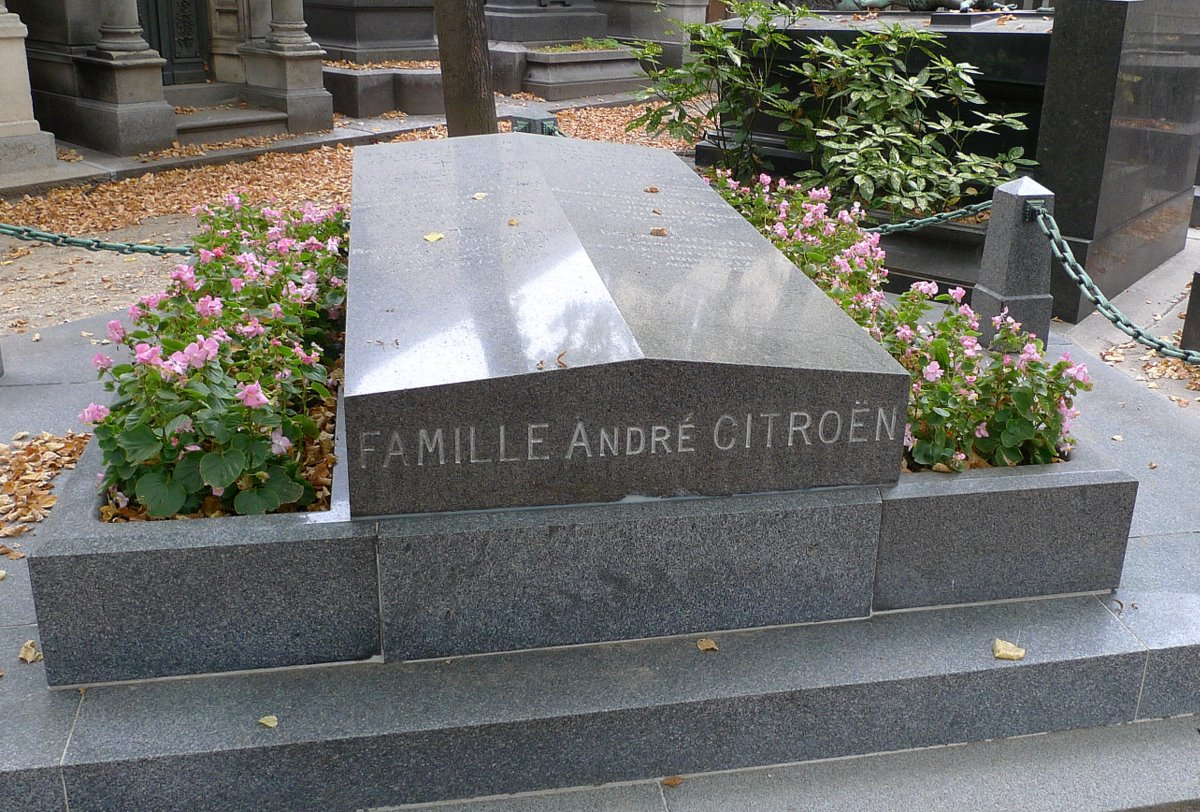
Mormântul lui Citroën în cimitirul Paris-Montparnasse

Bolnav de cancer, André Citroën moare la data de 3 iulie 1935. Se odihnește în cimitirul Montparnasse.
1. 1 2  André Citroën, Gran Enciclopèdia Catalana
2. 1 2 3  Autoritatea BnF, accesat în 10 octombrie 2015
3. 1 2  André Citroën, Catalogue of the Library of the Pontifical University of the Holy Cross
4. 1 2  André Citroën, Roglo
5. 1 2  Andre-Gustave Citroen, Encyclopædia Britannica Online, accesat în 9 octombrie 2017
6. ↑  BnF catalogue général
7. ↑  Baza de date Léonore